# Lizz Brady
Lizz Brady (né le 30 septembre 1988) est une artiste visuelle et conservateur de musée basée à Manchester, en Angleterre.

## Biographie
Lizz Brady a exposé au Royaume-Uni et à l'étranger, et une grande partie de son travail explore les questions entourant la santé mentale, la perception et la fragmentation,,,. Dans son art visuel, Lizz Brady utilise souvent le dessin, l'installation, la journalisation ou le journal d'écriture, et se concentre sur ses expériences personnelles avec trouble de la personnalité limite,. Dans Weaklings de Dennis Cooper, les installations de Brady ont été caractérisées comme étant « a warren of interconnecting passageways, uneven flooring, and doors leading into themselves, whilst filming each viewer as they attempted to progress through the tangle of structures ». À travers ces approches, Brady tente d'établir un parallèle entre ses propres expériences et celles des spectateurs qui entrent dans l'installation.
Dans le journal The Lancet, elle a expliqué son processus :
« J'ai commencé à rechercher des artistes qui ont utilisé leurs expériences de santé mentale au sein de leur travail, et j'ai été inspirée par ce qu'ils avaient accompli ».
Plus récemment, le projet de Lizz Brady Broken Grey Wires examine la relation entre l'art et la santé mentale par le développement d'un dialogue avec de grands artistes contemporains,. Broken Grey Wires comprend des œuvres d'artistes contemporains tels que David Shrigley, Stuart Semple, Bobby Baker, Jake et Dinos Chapman, Ryan Trecartin, Jeremy Deller et David Sherry,. À travers l'expérience personnelle, le projet vise à « aborder la relation entre les problèmes de santé mentale, leur rôle, et leur utilisation dans la pratique artistique contemporaine ».